# Utricularia australis
Utricularia australis es una especie fanerógama , de planta carnívora mediana, perennifolia y acuática, que pertenece a la familia Lentibulariaceae.

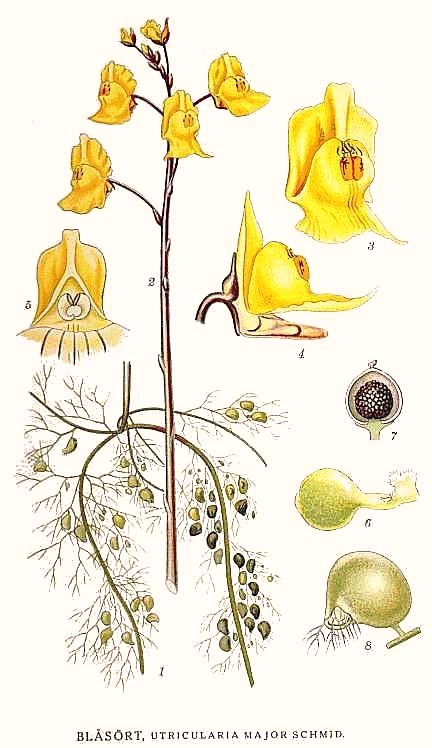
Ilustración

## Descripción
Hierba perenne acuática, flotante, carnívora, multicaule. Tallos de hasta 45 cm, sumergidos, poco numerosos, dispuestos radialmente alrededor de un tallo erguido y prácticamente sin hojas (escapo), de hasta 8 cm. Hojas alternas, de hasta 4 cm, profundamente divididas en segmentos capilares, algunos transformados en vesículas de 2-5 mm (utrículos) capturadoras de pequeñas presas. Flores hermafroditas, zigomorfas, pentámeras, formando en el extremo del escapo un racimo laxo emergido con (3-) 5-9 flores. Cáliz con cinco sépalos soldados en dos labios separados casi hasta la base. Corola de 13-18 mm, amarilla, con cinco pétalos soldados formando un tubo prolongado en un espolón y dos labios; el inferior con una gibosidad (paladar) bien marcada. Androceo con dos estambres insertos en el tubo de la corola. Ovario súpero, con dos carpelos y una sola cavidad. Fruto en cápsula, con numerosas semillas.Florece en primavera y verano.

## Distribución y hábitat
Esta especie tiene una amplia gama geográfica, que se encuentra en toda Europa, en Asia tropical y templada, incluyendo China y Japón en el este, centro y sur de África, Australia y el Isla Norte de Nueva Zelanda. Habita en turberas y aguas estancadas.

## Taxonomía
Utricularia australis fue descrita por Robert Brown y publicado en Prodromus Florae Novae Hollandiae 430. 1810
Etimología
Utricularia: nombre genérico que deriva de la palabra latina utriculus, lo que significa "pequeña botella o frasco de cuero".
australis: epíteto latín que significa «del sur» y refleja el hecho de que el descubrimiento de esta especie se hizo en Australia en 1810.
Variedades
- U. a. f. fixa(Komiya) Komiya & Shibata (1980)
- U. a. f. tenuicaulis18300129(Miki) Komiya & Shibata (1980)
- U. a. mod. platylobus(Glueck) D.Schmidt (1985)
- U. a. mod. typicus(Glueck) D.Schmidt (1985)
- U. a. var. tenuicaulis(Miki) S.Hatusima (1994)

Sinonimia
- Utricularia australis f. tenuicaulis (Miki) Komiya & N. Shibata
- Utricularia dubia Rosell. ex Ces.
- Utricularia gallaprovincialis J. Gay
- Utricularia incerta Kamienski
- Utricularia jankae Velen.
- Utricularia japonica Makino
- Utricularia mairii Cheeseman
- Utricularia major Schmidel
- Utricularia mutata (Döll) Leiner
- Utricularia neglecta Lehm.
- Utricularia pollichii F. Schulz
- Utricularia protrusa Hook. f.
- Utricularia sacciformis Benj.
- Utricularia siakujiensis Nakajima
- Utricularia siakujiensis Nakajima ex Hara
- Utricularia spectabilis Madauss ex Schreiber
- Utricularia tenuicaulis Miki
- Utricularia vulgaris var. formosana Kuo
- Utricularia vulgaris var. japonica (Makino) Yamanaka
- Utricularia vulgaris var. mutata Döll
- Utricularia vulgaris var. neglecta (Lehm.) Coss. & Germ.
- Utricularia vulgaris var. tenuicaulis (Miki) Kou
- Utricularia vulgaris f. tenuicaulis (Miki) Komiya
- Utricularia vulgaris f. tenuis Saelan[6]